# Bacia das Mascarenhas

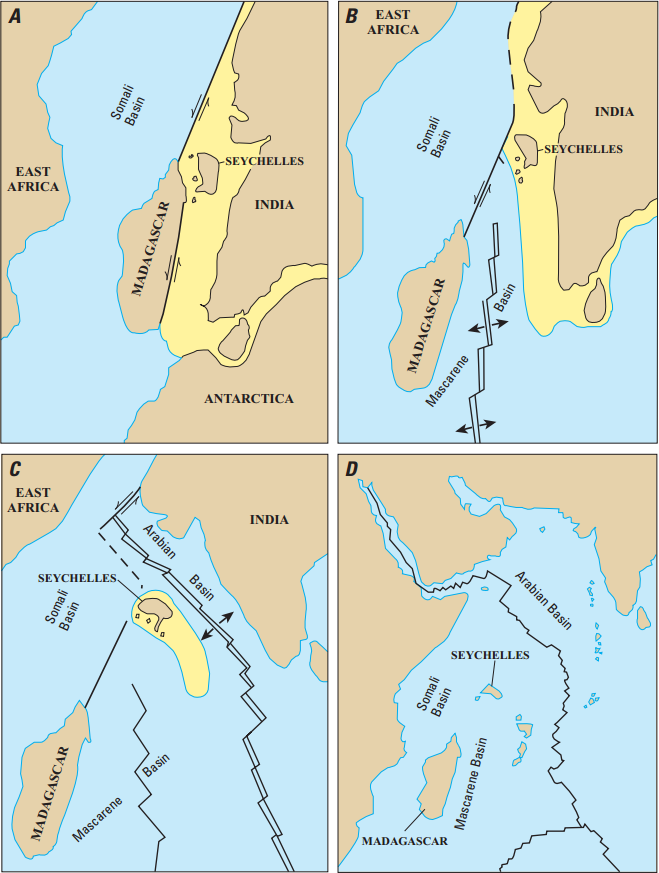
Criação da Bacia das Mascarenhas após a rutura de Gondwana

A bacia das Mascarenhas  é uma bacia oceânica na parte ocidental do oceano Índico. Foi formada quando a placa tectónica do subcontinente indiano se separou da placa de Madagáscar há entre 66 a 90 milhões de anos, após a rutura do supercontinente Gondwana.
A bacia das Mascarenhas confronta a oeste com a ilha de Madagáscar, i.e., o maciço malgaxe do Pré-Câmbrico. Está separada das bacias somalis ocidental e oriental, a norte e nordeste pelo arco insular a norte de Madagáscar, as ilhas Farcuhar, as ilhas Amirante e o planalto oceânico Amirante, o planalto oceânico das Seychelles e o planalto oceânico das Mascarenhas. A sudoeste e sul está separada da bacia de Madagáscar pelo arco insular pela ilha Maurícia e ilha da Reunião, a zona de fratura da Maurícia, de disposição aproximada NE-SW, a leste da ilha Maurícia, e limite noroeste da cordilheira malxage
O centro aproximado da bacia está em 15° S, 56° L.